# Zakłady Futrzarskie „Kurów 1”
Zakłady Futrzarskie „Kurów 1” – zakład przemysłowy w Kurowie, związany z produkcją futrzarską. W 2005 roku zakończono postępowanie upadłościowe wobec zakładu. Do prezesów zakładu należeli Wiesław Peciak i Bogusław Bagsik.
Wyroby tej firmy wygrywały liczne pokazy mody w Polsce i poza jej granicami (m.in. zdobycie Złotej Pętelki w 2003 roku). Zakłady Futrzarskie „Kurów 1” zostały także nagrodzone w konkursie Wybitny Eksporter 1988. W 1966 roku kurowskie zakłady omówiła Polska Kronika Filmowa o numerze 12B/66. W 2001 roku zakład wygrał przetarg na kurtki dla polskich pilotów.
Zakłady futrzarskie były w latach 90. XX wieku jednym ze sponsorów programu Idź na całość i klubu piłkarskiego Garbarnia Kurów. Były także sponsorem Tomasza Adamka.